# Сулейманов, Валиахмет Гималович
Сулейманов, Валиахмет Гималович (15 апреля 1924, Кушеево, Абзелиловский район — 15 июля 2011, Аскарово, Башкортостан) — советский военнослужащий, участник Великой Отечественной войны, полный кавалер ордена Славы, командир орудийного расчёта 20-го отдельного гвардейского истребительно-противотанкового ордена Александра Невского дивизиона 15-й гвардейской стрелковой дивизии, гвардии старший сержант, Полный кавалер ордена Славы.

## Биография
Родился 15 апреля 1924 года в деревне Кушеево Абзелиловского района Башкирии в крестьянской семье.
Башкир. Член ВКП(б) с 1944 года. В 1941 году окончил 7 классов Аскаровской средней школы, работал счетоводом в колхозе имени III-го Интернационала Абзелиловского района.
В Красную армию призван 3 августа 1942 года Абзелиловским райвоенкоматом Башкирской АССР и направлен в военно-пехотное училище. В боях Великой Отечественной войны с февраля 1943 года. Прошёл с боями от Курской дуги до Дрездена, завершив войну в столице Чехословакии городе Праге.
В 1947 году демобилизован. Вернулся на родину в Башкирию. Служил в органах МВД Башкирской АССР, работал экономистом в Абзелиловском районном управлении сельского хозяйства, инструктором Абзелиловского районного комитета КПСС, участковым инспектором Башкирской инспекции рыбоохраны, механиком, техником, инженером Абзелиловского районного отделения «Сельхозтехника».
Жил в селе Аскарово Абзелиловского района Башкирии. Участник Парада Победы 1995 года в Москве.
Умер 15 июля 2011 года.

## Подвиг
Командир орудийного расчета 20-го отдельного гвардейского истребительно-противотанкового дивизиона (15-я гвардейская стрелковая дивизия, 37-я армия, 3-й Украинский фронт) гвардии красноармеец Валиахмет Сулейманов с бойцами в период с 17-го по 29 февраля 1944 года у сёл Водяное, Высокое Поле, Ингулец Криворожского района Днепропетровской области Украины огнём из орудия подавил три огневые точки противника, подбил автомашину, уничтожил свыше десяти гитлеровцев. Был ранен.
Указом Президиума Верховного Совета СССР от 23 марта 1944 года за образцовое выполнение заданий командования в боях с немецко-фашистскими захватчиками гвардии красноармеец Сулейманов Валиахмет Гималович награждён орденом Славы 3-й степени (№ 79869).
27 января 1945 года командир орудийного расчета 20-го отдельного гвардейского истребительно-противотанкового дивизиона (15-я гвардейская стрелковая дивизия, 5-я гвардейская армия, 1-й Украинский фронт) гвардии старший сержант Сулейманов В.Г. с артиллеристами на левом берегу реки Одер северо-западнее города Оппельн (ныне польский город Ополе), находясь в боевых порядках пехоты, прямой наводкой подбил вражеский танк, ликвидировал два пулемёта и свыше отделения живой силы противника.
Указом Президиума Верховного Совета СССР от 2 апреля 1945 года за образцовое выполнение заданий командования в боях с немецко-фашистскими захватчиками гвардии старший сержант Сулейманов Валиахмет Гималович награждён орденом Славы 2-й степени (№ 14469).
3 мая 1945 года гвардии старший сержант Валиахмет Сулейманов во главе расчёта на подступах к городу Гросенхайн (Германия) при отражении контратаки противника уничтожил три пулемёта и свыше десятка гитлеровцев.
Указом Президиума Верховного Совета СССР от 27 июня 1945 года за образцовое выполнение заданий командования в боях с немецко-фашистскими захватчиками гвардии старший сержант Сулейманов Валиахмет Гималович награждён орденом Славы 1-й степени (№ 1337), став полным кавалером ордена Славы.

## Награды
Награждён орденом Отечественной войны 1-й степени, орденами Славы 1-й, 2-й и 3-й степени, медалями.

## Память
В административном центре Абзелиловского района селе Аскарово открыта мемориальная доска на доме, в котором жил Валиахмет Сулейманов.